# Kreuzfahrtschiffsterminal Klaipėda

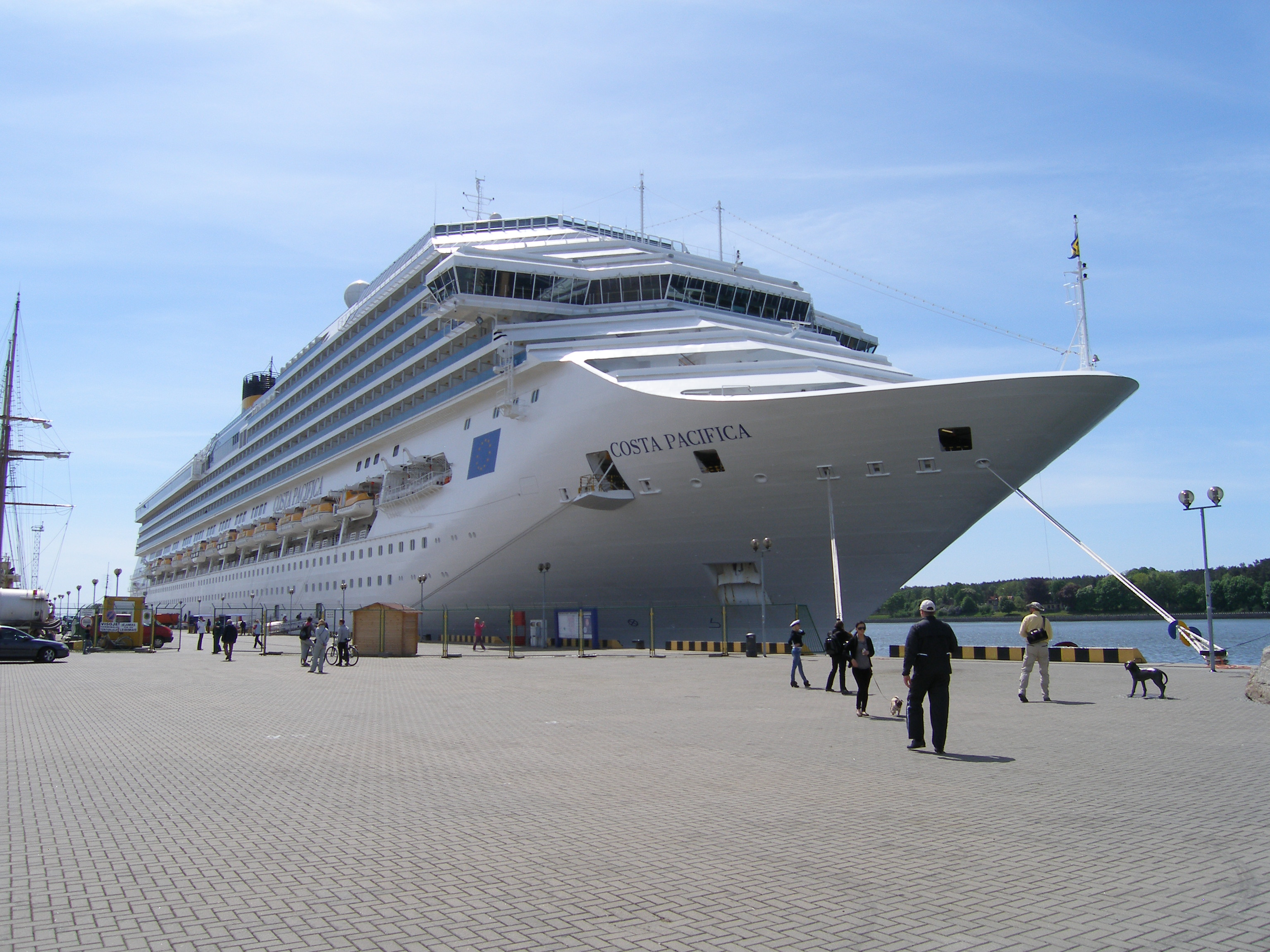
Kreuzfahrtschiff Costa Pacifica am Terminal

Das Kreuzfahrtschiffsterminal Klaipėda ist ein Terminal für Kreuzfahrtschiffe im litauischen Hafen Klaipėda. Es wurde 2003 geöffnet. Der Betreiber des Terminals ist das Unternehmen Klaipėdos laivų remontas. Das Terminal hat eine Fläche von 1,2 Hektar und liegt 100 Meter westlich des Stadtzentrums von Klaipėda. Am Terminal können Schiffe bis zu 315 Meter Länge, 45 Meter Breite und 8,6 Meter Tiefgang anlegen. Im Terminal werden touristische Leistungen (Taxi, Telefon, Bars, Restaurants und Hotels) angeboten.
Auf dem Terminalgelände steht eine Skulptur des Künstlers Svajūnas Jurkus, die von Vytautas Paulionis hergestellt wurde („Vaikystės svajonė“, dt. „Kindheitstraum“, ein Junge mit Hund).

## Statistik
| Jahr | Schiffe | Touristen |
| ---- | ------- | --------- |
| 2003 | 28      | 9115      |
| 2004 | 49      | 14250     |
| 2005 | 59      | 23701     |
| 2006 | 48      | 24914     |
| 2007 | 65      | 35680     |
| 2008 | 46      | 32820     |
| 2009 | 50      | 33335     |
| 2010 | 45      | 34962     |
| 2011 | 36      | 21441     |
| 2012 | 43      | 26731     |
| 2013 | 40      | 32750     |